# Tifariti
Tifárítí (arabsky تيفاريتي‎) je město ležící ve vnitrozemí Západní Sahary 15 km severně od hranic s Mauritánií, se zhruba 3 tisíci obyvateli (stav 2010). Jedná se spíše o oázu s řídkou vegetací. Známo je též pod jménem Tifarita.
Město leží vně marockého valu, v části Západní Sahary ovládané frontou Polisario, která tuto část nazývá svobodnou zónou Saharské arabské demokratické republiky.

## Dějiny
První obyvatelé mezi 6. a 3. tisíciletím př. n. l. byli polousedlí pastevci, kteří po sobě zanechali nedaleko města památky ve formě skalního umění. Město bylo historicky tábořištěm místních beduínů, kteří ho měli pod kontrolou od středověku. Proto zde nebyly budovány pevné stavby a první se zde objevily až počátkem 20. století. Tehdy bylo součástí území ovládaného šejchem Ma el-Aininem, který vyhlásil proti Evropanům svatou válku. V r. 1912 Francouzi postupující ke Smaře táhli kolem města. Město se dostalo do španělského záboru Sahary už koncem 19. století, ale Španělé sem přišli až ve 30. letech a zřídili zde stálé předsunuté stanoviště v poušti.
Po odchodu Španělů ze Španělské Sahary se město stalo součástí marockého záboru sporného území Západní Sahara, ale marocká moc sem trvale nedosáhla. Během války marocká vojska město několikrát krátkodobě obsadila, ale především ho intenzivně bombardovala, protože bylo významným dopravním uzlem ozbrojenců fronty Polisario. Také se sem stahovali saharští uprchlíci před odchodem do utečeneckých táborů. V r. 1979 se zde odehrála bitva o Tifariti, ve které se prokázala účast alžírské armády na straně fronty Polisario v konfliktu s Marokem. V 80. letech vybudovalo Maroko v Západní Sahaře obranný val, který vede 80 km severně od města. Před příměřím v. r. 1991 se marocká armáda z oblasti definitivně stáhla.
V letech 2003 a 2007 zde Polisario konalo všeobecné lidové kongresy.

## Infrastruktura
Ve městě se nachází nemocnice, vybudovaná za španělské podpory. Dále je zde mešita, muzeum a byl zde položen základní kámen parlamentu Saharské arabské demokratické republiky. Poblíž města se nachází stanoviště mírových sil MINURSO s vlastní přistávací plochou.

## Obyvatelstvo
Počet obyvatel se odhaduje na 3 000 (2010). V roce 1975 byl počet obyvatel odhadován na 7 000, ovšem velká část obyvatel město opustila v důsledku války s Marokem.
Obyvatelé jsou vesměs Sahařané, arabsky mluvící beduíni.

## Kultura
V Tirifati se od roku 2007 pořádá každoročně mezinárodní setkání umělců ARTifariti. Vytvořená díla zůstávají vystavena v místním muzeu nebo pod otevřeným nebem.
Nedaleko města se nachází archeologický park Erqueyez, kde lze zhlédnout výrobky ze starší doby kamenné a především jeskynní malby.

## Utečenecký tábor
Stejné jméno nese i saharský utečenecký tábor poblíž města Tindúf v Alžírsku.

## Partnerská města
Tirifati má partnerství s mnoha městy ve světě:
- Agliana, Itálie (1994)[3]
- Aldaia, Španělsko (2004)
- Artea, Španělsko[4]
- Arusha, Tanzanie (2009)
- Balmaseda, Španělsko[5]
- Bedia, Španělsko[6]
- Campomarino, Itálie (2005)[7]
- Carmona, Španělsko (2009)[8]
- Caroní, Venezuela (2011)[9]
- Dima, Španělsko[10]
- Guédiawaye, Senegal (2009)
- Igorre, Španělsko[11]
- Istán, Španělsko (2009)
- Las Gabias, Španělsko
- Libertador, Venezuela (2005)[12]
- Loro Ciuffenna, Itálie[3]
- Los Palacios y Villafranca, Španělsko (1998)[13]
- Mascara, Alžírsko (2008)
- Mbeya, Tanzanie (2009)
- Mondragón, Španělsko[14]
- Mwanza, Tanzanie (2009)
- Pontassieve, Itálie (1987)[3]
- Reggiolo, Itálie (2014)[15]
- Sevilla, Španělsko
- Signa, Itálie[16]
- Sumbawanga, Tanzanie
- Tanga, Tanzanie (2009)
- Timbuktu, Mali (2009)
- Trucios-Turtzioz, Španělsko[17]
- Venta de Baños, Španělsko (2009)[18]
- Vicchio, Itálie[3]

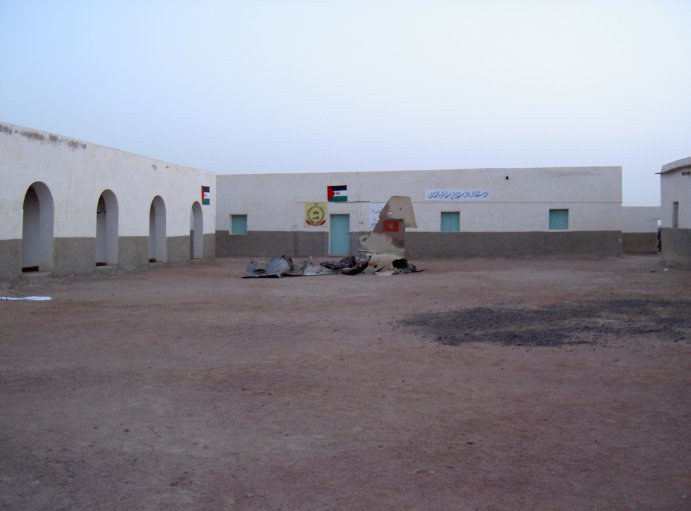
Nádvoří bývalého španělského vojenského stanoviště
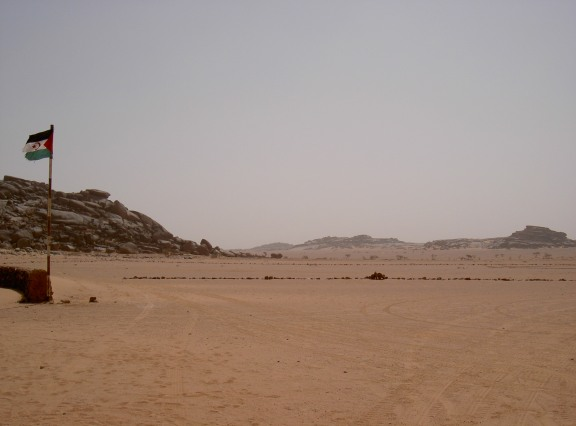
Hranice poblíž města
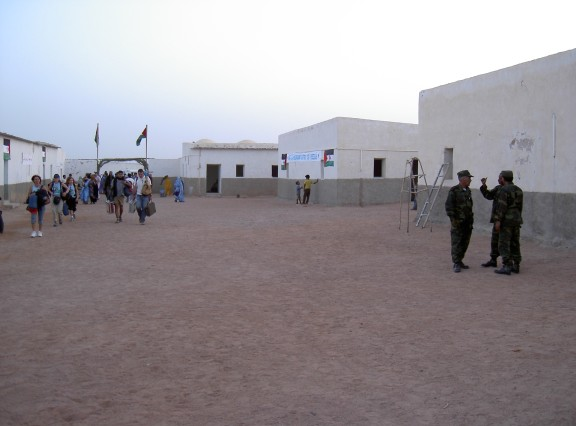
Město